# Grigori Semjonowitsch Wolkonski

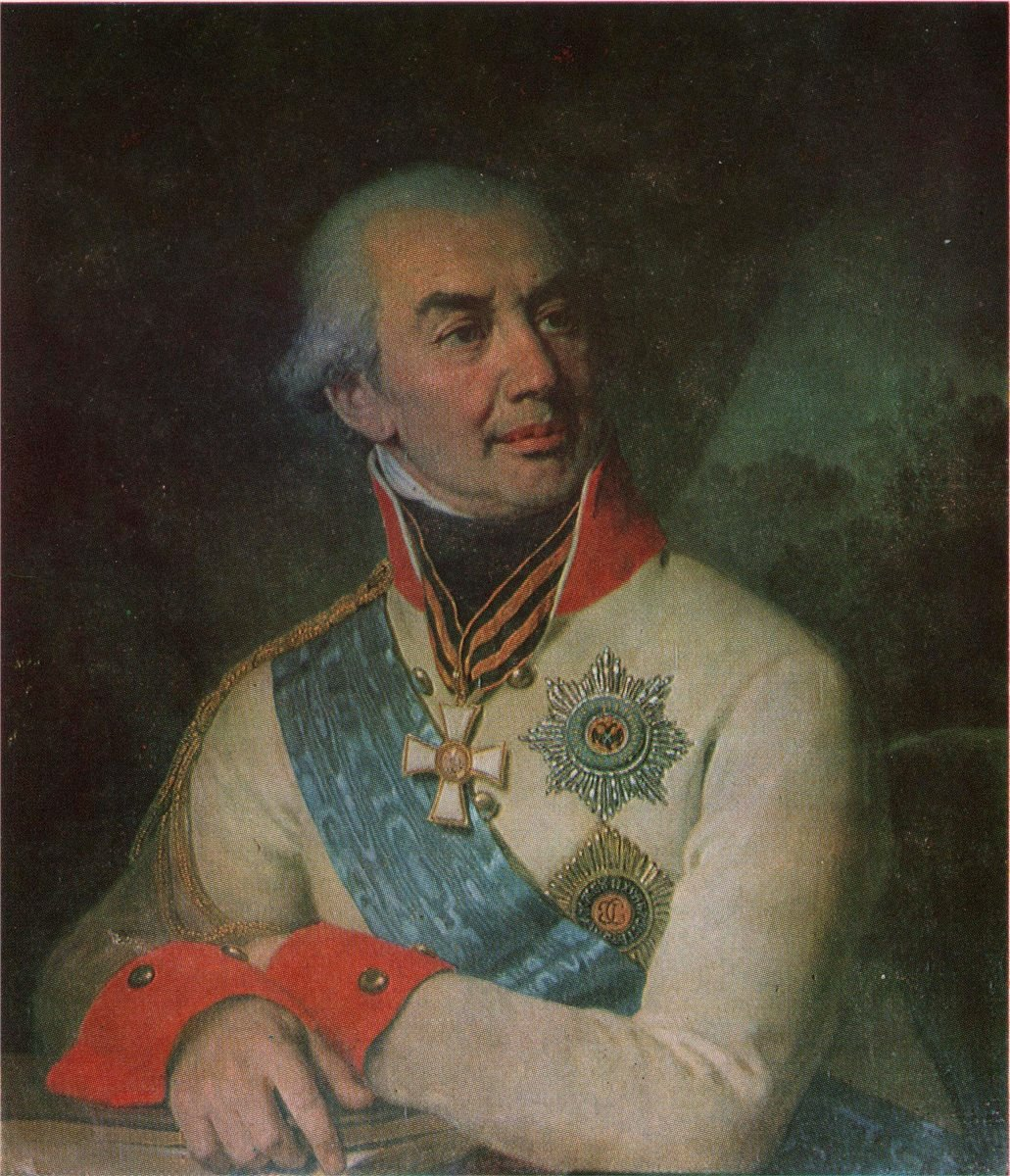
General Grigori Semjonowitsch Wolkonski

Grigori Semjonowitsch Wolkonski (russisch: Григорий Семёнович Волконский, * 25. Januar 1742; † 17. Juni 1824 in Sankt Petersburg) war ein Fürst aus dem russischen Adelsgeschlecht Wolkonski. Als General der Kavallerie war er  Militärgouverneur von Orenburg.

## Leben
Im Alter von 14 Jahren trat Grigori Wolkonski 1756 als Leutnant in die Kaiserlich-russische Armee ein und war bereits mit 21 Jahren Oberst im Karabiner-Regiment. 1768 erfolgte die Ernennung zum Kommandeur des Sankt Petersburger Karabiner-Regiments, mit dem er im  Türkisch-russischen Krieg von 1768 bis 1774 eingesetzt war. Der nächste Kriegseinsatz war von 1770 bis 1772 im Krieg der polnischen Konföderation von Bar. Zum Generalmajor befördert nahm er von 1774 bis 1776 an den Kämpfen im Khanat der Krim teil und befehligte von 1787 bis 1791 die 1. Kaiserlich-russische Division im Russisch-Österreichischen Türkenkrieg. 1789 führte er in der Schlacht von Malaya Salchi das Kiewer Karabiner-Regiment erfolgreich gegen die Türken. Ebenfalls, während  des Russisch-Österreichischen Türkenkrieges  (1787–1792), in der Schlacht bei Măcin,  befehligte er ein Korps, welches unter dem Oberkommando des Feldmarschalls Nikolai Wassiljewitsch Repnin stand.
Von 1795 bis 1796 erhielt er den Oberbefehl über die 2. Division, die zur Armee des Feldmarschalls  Alexander Wassiljewitsch Suworow gehörte. In den Jahren 1794–1797 befehligte er alle Truppen der nordwestlichen Küste des Schwarzen Meeres. 1797 wurde Grigori Semjowitsch Wolkonski zum Geheimrat und Senator berufen. 1800 wurde er mit allen Ehren aus dem aktiven Dienst der kaiserlich-russischen Armee entlassen, von Alexander I. zum Militärgouverneur des Gouvernements Orenburg ernannt  und 1805 zum General der Kavallerie befördert. Während seiner Amtszeit setzte er sich für die Belange der Bergbauindustrie ein und stattete 1813 wissenschaftliche Expeditionen in die kirgisische Steppe aus.

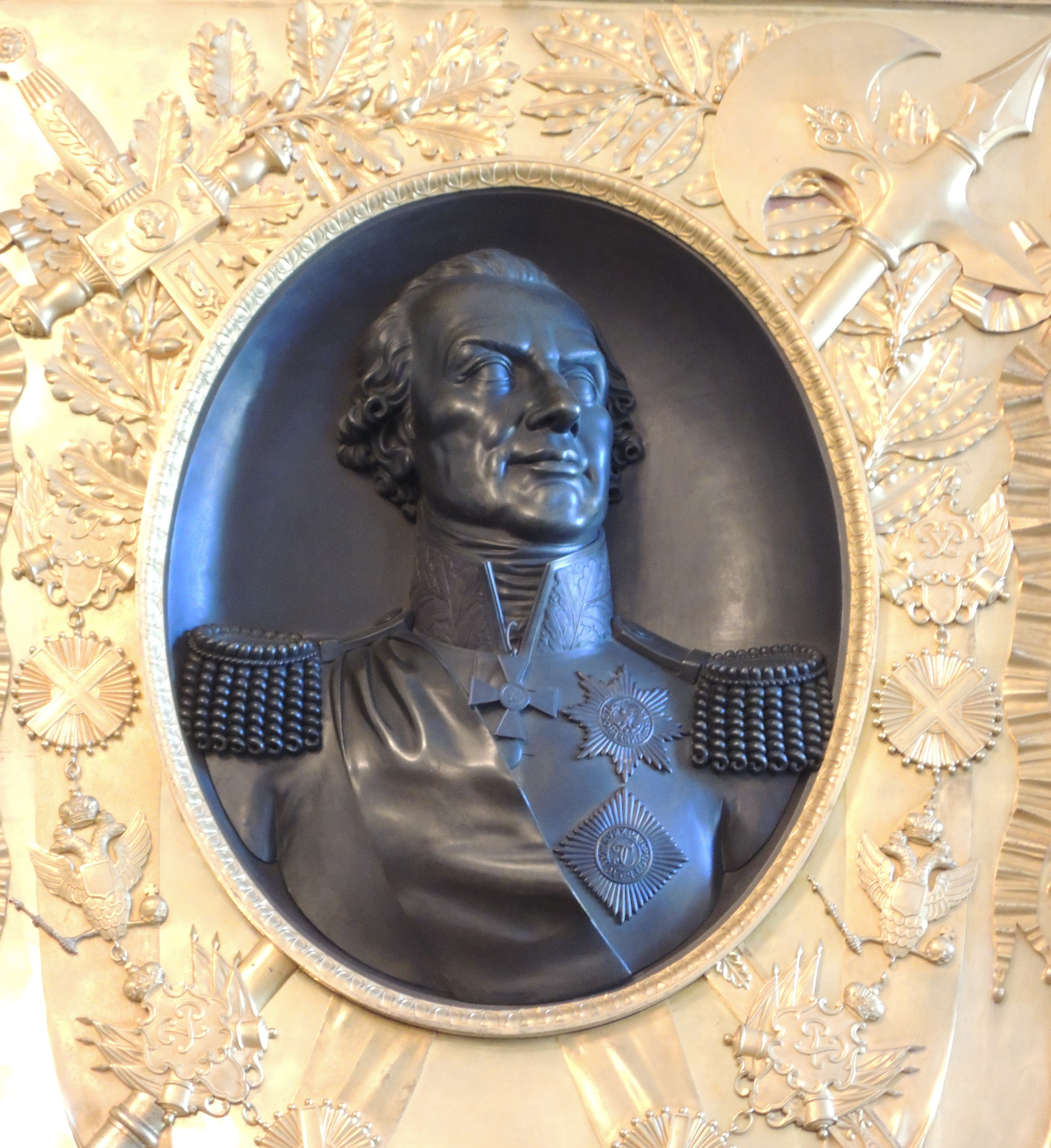
Wolkonski-Epitaph (F. I. Kowschenkow, 1827), Verkündigungskirche, Alexander-Newski-Kloster

Nach seiner Rückkehr nach Sankt Petersburg wurde er 1817 zum Mitglied des Staatsrates ernannt und starb am 17. Juni 1824. Seine sterblichen Überreste wurden 1937 auf dem Friedhof des Alexander-Newski-Kloster in Sankt Petersburg überführt.

## Auszeichnungen
- 1770 Russischer Orden des Heiligen Georg, 4. Klasse
- 1791 Russischer Orden des Heiligen Georg, 2. Klasse
- 1806 Orden des Heiligen Andreas des Erstberufenen

## Herkunft und Familie

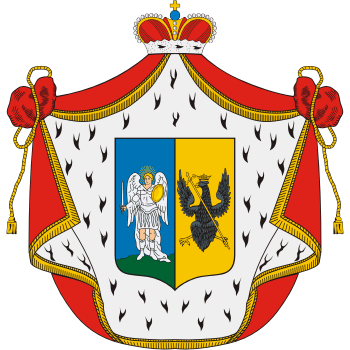
Wappen der Fürsten Wolkonski

G.S. Wolkonski war der Sohn des russischen Generalmajors Semjon Fjodorowitsch Wolkonski (1703–1768). 1777 heiratete Grigori Semjowitsch die russische Fürstin Alexandra Nikolajewna (1757–1834) aus dem Hause Repnin, ihr Vater war der Feldmarschall Nikolai Wassiljewitsch Repnin (1734–1801). Ihre Nachkommen waren:
- Nikolai Grigorjewitsch Wolkonski (1778–1845), er wurde von seinem Großvater mütterlicherseits adoptiert und führte den Namen Repnin-Wolkonski, Diplomat und General der Kavallerie
- Alexander Grigorjewitsch Wolkonski (1778–1780)
- Nikita Grigorjewitsch Wolkonski (1781–1844), Generalmajor ⚭ Sinaida Alexandrowna Wolkonskaja (1792–1862), russische Hofdame
- Grigori Grigorjewitsch Wolkonski (1782–1783)
- Sophia Grogoriewna Wolkonski (1778–1868) ⚭ Pjotr Michailowitsch Wolkonski (1776–1852, baltische Linie), Generalfeldmarschall
- Sergei Grigorjewitsch Wolkonski (1788–1865), Generalmajor und Teilnehmer bei den Dekabristen